# Grube Berggeist
Die Grube Berggeist ist ein ehemaliger Braunkohle-Tagebau in der Ville südwestlich von Brühl im Rheinland. Zum Betrieb gehörten neben der eigentlichen Grube auch eine gleichnamige Brikettfabrik und ein Kraftwerk. Der Betrieb ist seit Mitte der 1960er Jahre stillgelegt. Auf dem ehemaligen Grubengelände befindet sich heute der Vergnügungspark Phantasialand. Der Tagebau wurde rekultiviert, dabei blieben mehrere künstliche Seen in Tagebaurestlöchern bestehen; als größter der Berggeistweiher im Grubenteil südöstlich der Bundesstraße 51, einen kleineren nutzt der Vergnügungspark.

## Geschichte

### Bergwerk und Brikettfabrik

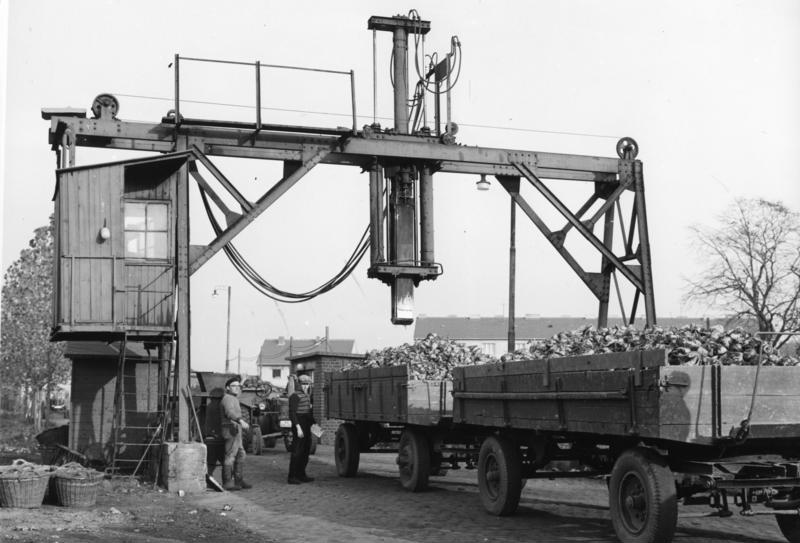
Zuckerfabrik Brühl – Eigentümer der Grube ab 1890 und Hauptabnehmer der Kohle

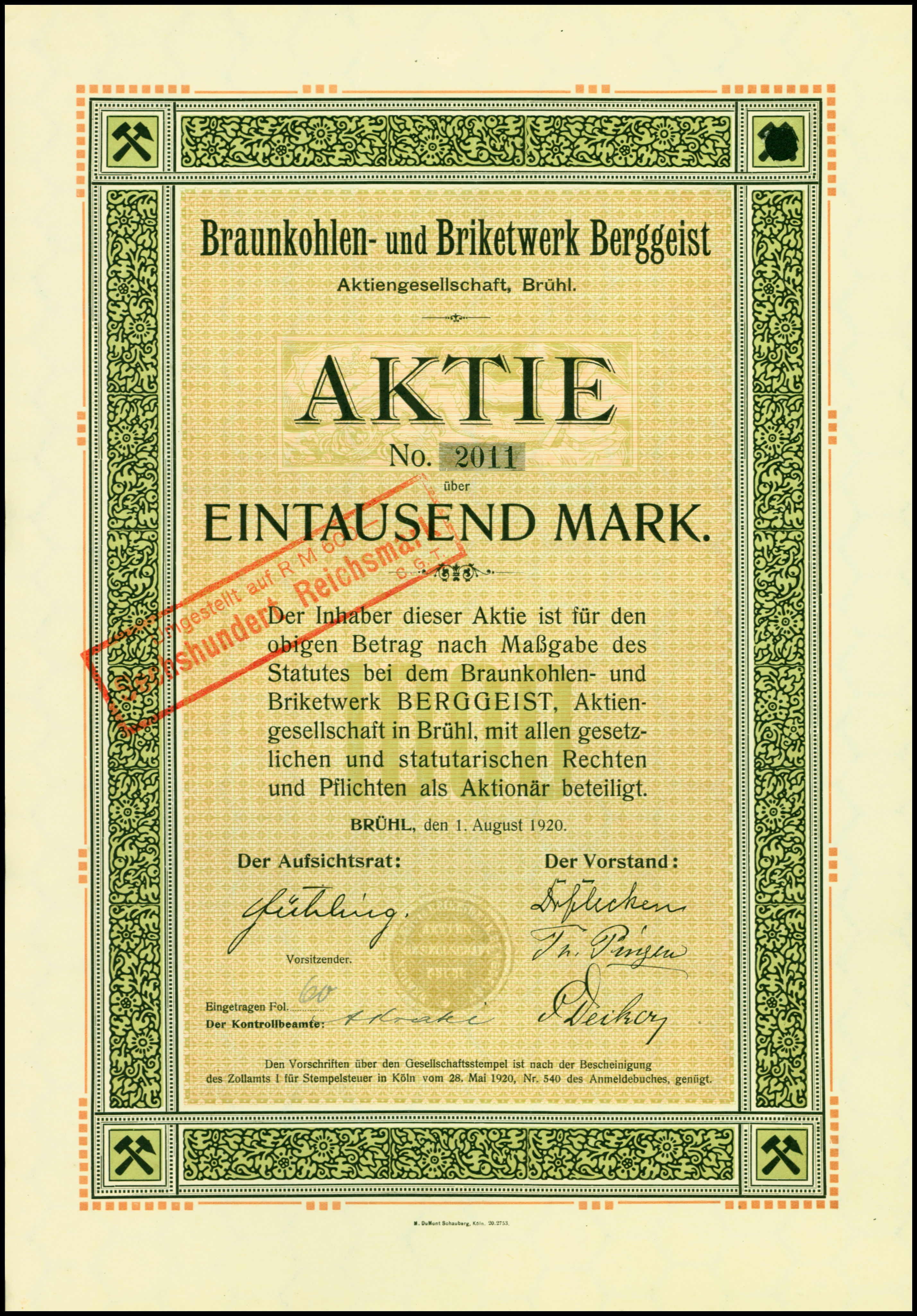
Aktie der Braunkohlen- und Briketwerk Berggeist AG

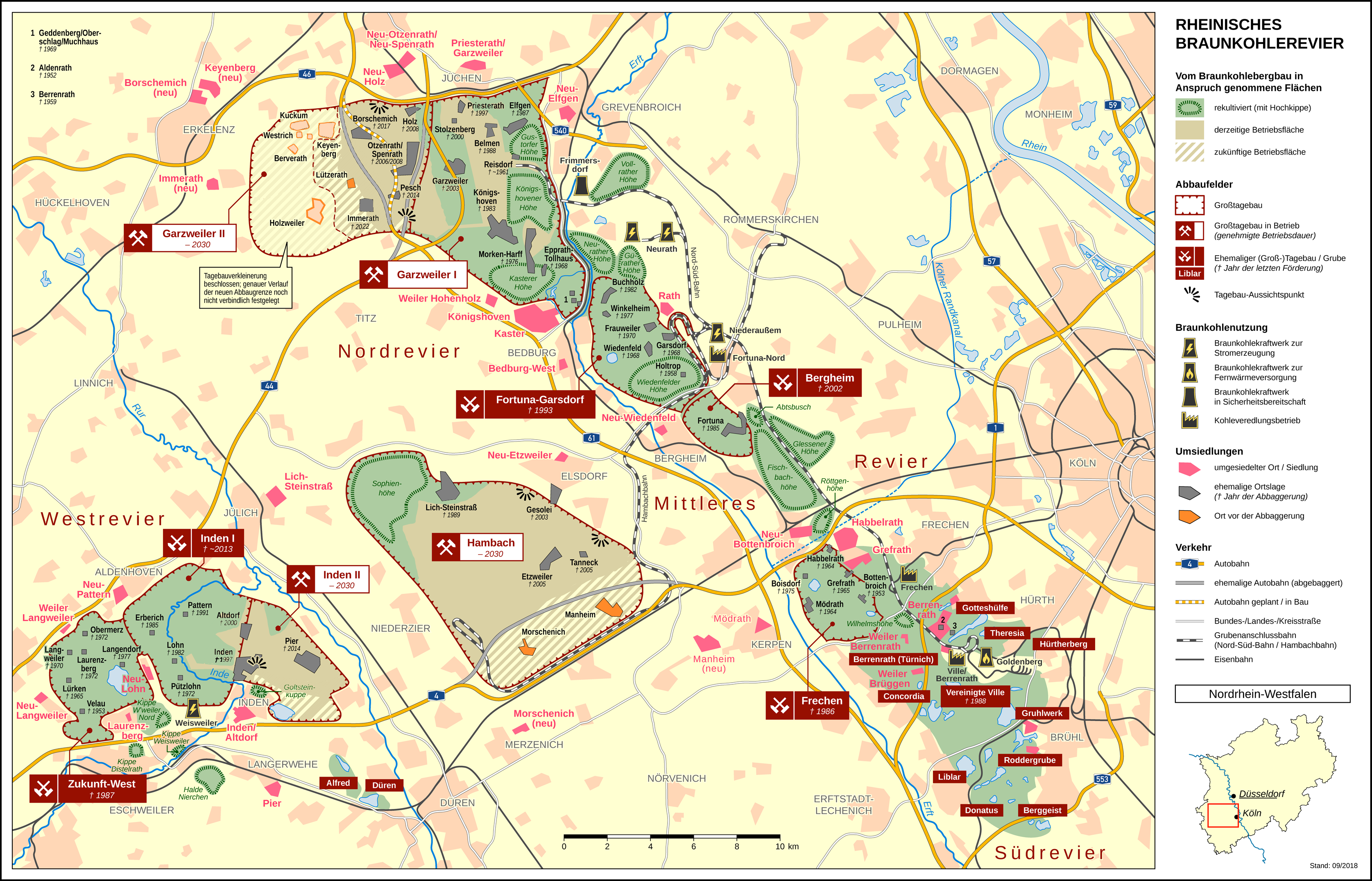
Lage der Grube Berggeist im Rheinischen Braunkohlerevier

Bereits um 1800 gab es im Bereich der späteren Grube Berggeist mehrere kleinere „Torfgruben“ (franz. Torbieres).
Durch die Industrialisierung stieg ab Mitte des 19. Jahrhunderts der Bedarf an Brennstoff stark an und damit auch der Preis für Kohle, gleichzeitig wurde Holz knapp. Dies führte dazu, dass die minderwertige Braunkohle gegenüber der teureren Steinkohle konkurrenzfähig wurde, und es entstanden im Vorgebirge mehrere Braunkohle-„Kuhlen“, kleine Tagebaue. Eine davon war die Grube Berggeist auf dem Schnorrenberg, die 1858 die Betriebsgenehmigung von der Preußischen Bergbaubehörde erhielt.
Einen Aufschwung erlebte die Grube, als der Bergarbeiterstreik von 1889 die Preise für Ruhrkohle sprunghaft in die Höhe trieb. Auf der Suche nach einer preisgünstigeren Alternative kaufte die 1883 gegründete, energieintensive Zuckerfabrik Brühl die Grube Berggeist. Über eine etwa 5 km lange Materialseilbahn wurde die Rohbraunkohle aus der Grube bis zum Kesselhaus der Zuckerfabrik im Osten Brühls befördert.
Um die Grube auch außerhalb der Rübenkampagne wirtschaftlich betreiben zu können, gründete die Zuckerfabrik 1893 eine Brikettfabrik am Rand der Grube. Die Brikettfabrik produzierte bis 1936.
Nachdem die eigene Grube weitgehend ausgekohlt war, übernahm die Braunkohlen- und Briketwerk  Berggeist AG zur Sicherung der Kohleversorgung für die Brikettfabrik weitere Grubenkonzessionen in der Umgebung: 1910/11 Grube Hedwig, 1913/14 Katharinenberg, Müllersgrube, Raymannsgrube und Hültersberg. 1914/15 kaufte die Berggeist AG zur Ergänzung der eigenen Brikettfabrik auch noch die Braunkohlen-Brikettwerke Lucretia GmbH in Badorf, deren Feld südlich an Berggeist anschloss.
1920 übernahm die Rheinische Metallwaaren-  und Maschinenfabrik (Rheinmetall), für die die Berggeist AG ein wertvoller Brennstofflieferant für ihre Stahlwerke war, die Aktienmehrheit. Rheinmetall verkaufte diese später an die Bank für Industrie und Verwaltung in Berlin. 1937 wurde das Vermögen gemäß Umwandlungsgesetz durch die Kohlensäure-Industrie AG (KIAG) übernommen. Ein weiterer Großaktionär war die Kohlengroßhandlung S. Baum GmbH aus Berlin. 1966 wurde die KIAG, und mit ihr die Berggeist AG, von der Preussag übernommen.

### Kraftwerk
Am 15. März 1899 wurden nach etwa zweijährigen Planungen und Vorbereitungen (Konzessionsverträge mit Gemeinden des Landkreises Bonn) in Berlin die Elektricitätswerk Berggeist Aktiengesellschaft mit Sitz in Brühl (EWB) von den Unternehmern F. Flecken und E. Geist gegründet. Letzterer hatte als Mitarbeiter der Helios Gesellschaft für elektrisches Licht und Telegrafenbau in Köln Erfahrung mit elektrischen Anlagen gesammelt und zuvor bereits in Treis an der Mosel und in Köln-Zollstock kleinere Kraftwerke gegründet und betrieben. Geldgeber waren neben den beiden Unternehmern sowie weiteren Berliner Kapitalgebern auch die Gesellschaft für elektrische Unternehmungen AG (Gesfürel) Berlin und die Union Elektrizitätsgesellschaft AG Berlin.
Das in einem ausgekohlten Bereich der Grube errichtete Kraftwerk wurde direkt mit Brennstoff aus der Grube versorgt, ging am 19. Dezember 1899 in Probebetrieb und lieferte ab 6. Januar 1900 mit drei Drehstromgeneratoren Strom, zunächst mit 110 V, später mit 220 V. Angeschlossen waren die Grube selbst, die Zuckerfabrik, die Stadt Brühl und nach und nach 20 umliegende Gemeinden. Es dauerte aber noch einige Jahre, bis das Versorgungsnetz weiter aufgebaut war.
Im Jahre 1906 übernahm dann das ebenfalls mit Mitteln der Gesfürel gegründete Rheinisch-Westfälische Elektrizitätswerk (RWE) die Aktienmehrheit an der EWB und integrierte das Kraftwerk in den Aufbau seines Versorgungsnetzes. Nach dem Bau des Kraftwerk Goldenberg bei Knapsack (fertiggestellt 1914) wurde Berggeist im November 1914 stillgelegt (bis auf einen Noteinsatz im Ersten Weltkrieg) und 1925 endgültig stillgelegt und bald danach abgebrochen. Der Tagebau verschwand nach seiner endgültigen Auskohlung nach 1939.
1934 wurde die Gesellschaft EWB aufgelöst. RWE unterhielt noch lange unter dem Namen Berggeist eine Regionalversorgungsstelle. (Heute gehört die alte Netzregion der Betriebsverwaltung Berggeist hauptsächlich zur Westnetz.)